# Pedro Sánchez Magallanes

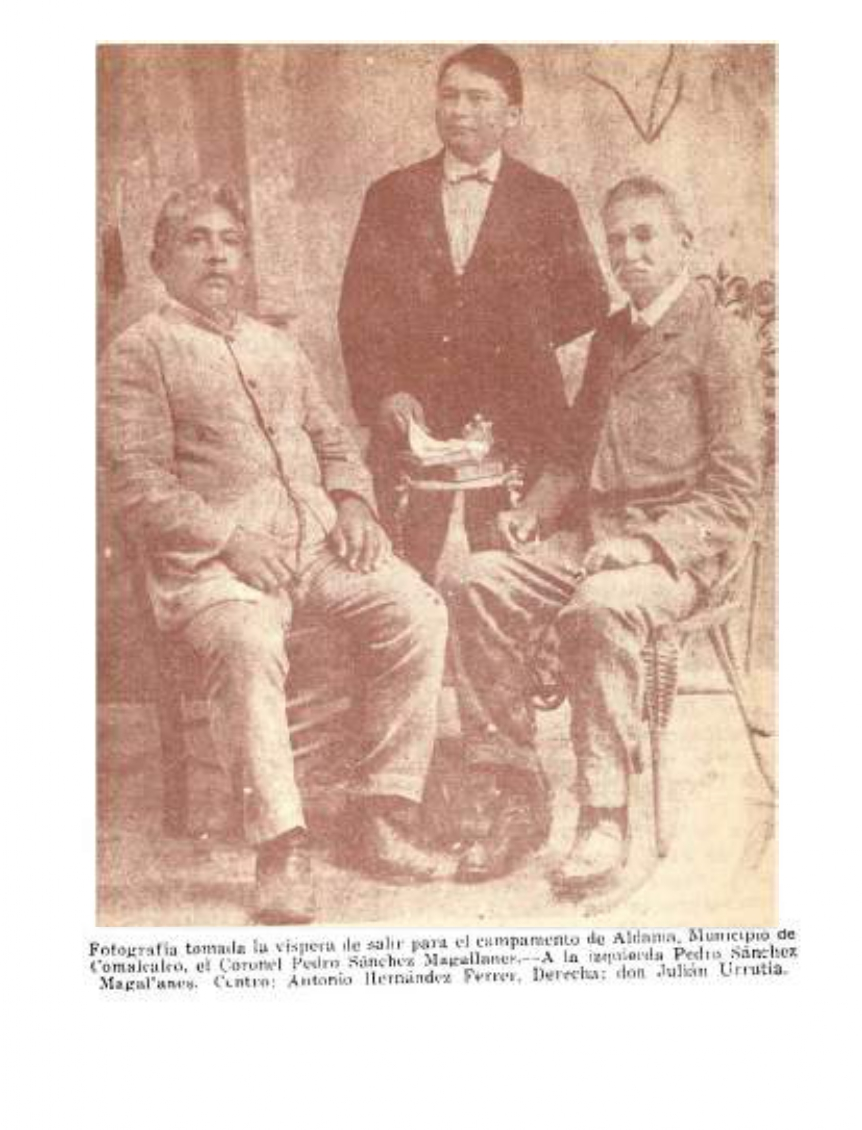
Fotografía tomada a su víspera de salir para el campamento de Aldama. Municipio de Comalcalco, el Coronel Pedro Sánchez Magallanes,-- A la Izquierda: Pedro Sánchez Magallanes. Centro: Antonio Hernández Ferrer, Derecha: don Julián Urrutia.

Pedro Sánchez Magallanes. Fue un militar mexicano, nacido en Cárdenas, estado de Tabasco. Hijo del ilustre tabasqueño Andrés Sánchez Magallanes. Participó en la lucha armada contra los invasores franceses entre 1863 y 1864. Posteriormente, también tomaría las armas en la Revolución mexicana en Tabasco, uniéndose a los revolucionarios de la Chontalpa luchando contra los huertistas.

## Intervención francesa
Se alzó en armas junto a su padre durante la Intervención francesa en Tabasco, protestando contra la ocupación del estado por parte de las fuerzas intervencionistas. Participó en la Toma de Cárdenas y en la Batalla del Jahuactal, demostrando su valor en la Toma de San Juan Bautista, batalla desarrollada entre 1863 y 1864, logrando la expulsión de los invasores franceses de la capital del estado. Se dice que mantuvo relaciones íntimas con la condesa de Lully, Marie de Formont.

## La revolución mexicana en Tabasco
Durante la Revolución mexicana en Tabasco, junto a su hijo José del Carmen Sánchez Magallanes, se alzó en armas en Huimanguillo apoyando a los maderistas, y se unió al caudillo revolucionario Ignacio Gutiérrez Gómez. Posteriormente, participó en la lucha armada en contra del gobierno usurpador de Victoriano Huerta, uniéndose a los revolucionarios de la Chontalpa encabezados por Carlos Greene, Pedro C. Colorado, José Domingo Ramírez Garrido, Fernando Aguirre Colorado Ernesto Aguirre Colorado, Aurelio Sosa Torres y Ramón Sosa Torres.

## Otros cargos
En 1869 fue elegido Diputado local. En 1872 encabezó la insurrección en contra del gobernador Victorio Victorino Dueñas. Durante el régimen porfirista ocupó varios cargos.